# ユニオン映画
ユニオン映画株式会社（ユニオンえいが）は、放送番組、映画、舞台演劇等々のコンテンツ製作、コンテンツ事業展開を主な事業内容とする日本の企業である。日本テレビ、第一興商の関連会社を経て、タクミ商事の子会社。

## 概要
日本テレビの番組を優先的に制作する制作会社として、日本テレビを筆頭株主として7社の共同出資で1970年2月10日に設立された。資本金は1億2,500万円、そのうち日本テレビは3,000万円を出資し、その他、日本クラウン、電通、大日本印刷、三菱電機、出光興産、ブリヂストンタイヤが出資した。発足時の社長はクラウンレコード社長兼任で若築建設（当時の若松築港会社）の有田一壽、副社長は元日活専務の江守清樹郎、専務は元東映専務の今田智憲が就任した。出光興産が設立時に出資して2万株保有していたのは有田の人脈によるものである。1978年時点では日本テレビが3000万円を出資して23%の5万株を保有して引き続き筆頭株主で、その他に大日本印刷と電通がそれぞれ4万株、クラウンレコードが3万株を保有し、会長は有田、江守が社長だった。
日活の江守清樹郎の他、東映を退社していた今田智憲は有田の誘いで専務取締役に迎えられ、大映出身の竹内源三郎も東映を経て社長を務めるなど、映画会社の出資は受けていなかったが映画人が経営に参加。事業目的には劇場映画の製作も掲げられた。その他、PR映画やビデオソフトも扱うとされていた。
主要株主だった日本テレビからは、野崎一元（野崎元晴）が社長に、松本紀彦や小坂敬が専務を務め、日本テレビの番組を中心に制作していたが、
2000年頃に株式売却により日本テレビとの資本関係を解消。大株主の日本クラウンが第一興商の資本系列下に入り、ユニオン映画も第一興商グループ入りし、2004年3月現在には日本クラウンが15万1千株で筆頭株主、続いて第一興商が14万株、電通が4万株の株主構成に、2009年には株主5名のうち、第一興商が29万株で筆頭株主に電通が4万株という構成で、第一興商の子会社となった。
1970年代に人気になった作品には『気になる嫁さん』『パパと呼ばないで』『雑居時代』『気まぐれ天使』など石立鉄男主演の一連のホームコメディドラマ（石立ドラマシリーズ）や、『俺たちの旅』、『ゆうひが丘の総理大臣』などの中村雅俊主演の青春ドラマがある。
また『子連れ狼』『伝七捕物帳』、火曜8時の里見浩太朗主演シリーズなど日本テレビの時代劇路線を担い、東映や松竹など9社からなる時代劇コンテンツ推進協議会の一員となっている。時代劇では、1985年の『忠臣蔵』に始まる大晦日放送の日本テレビ長時間時代劇（年末時代劇スペシャル）はNHKの『紅白歌合戦』に視聴率で民放が一矢報いたとして大いに話題になった。
一方では『火曜サスペンス劇場』など現代劇も手掛けてきた。フィルムによるテレビ映画などテレビドラマ制作を中心に据えていたが、徐々にスタジオVTR番組も増やして『笑点』『日曜ビッグスペシャル』『火曜ゴールデンワイド』などバラエティー番組の制作も手掛けている。
2021年2月からYouTube公式チャンネルの「フィルドラチャンネル」を運営開始した。フィルム撮影されたテレビドラマをフィルドラと命名し、ユニオン映画の旧作ドラマとオリジナルの新作コンテンツを配信している。
2024年3月1日付で、第一興商が保有している87.92%の株式が半導体・電子部品、音響機器及び測定装置などを扱う商社「タクミ商事」へ譲渡されたと同時に、ユニオン映画は第一興商グループから離脱した。

## 沿革
- 1970年2月設立
- 2006年ネクスト・プロデュースを吸収合併

## 製作作品

### テレビドラマ

#### 日本テレビ
- 素晴らしきサーカス野郎
- 火曜サスペンス劇場
  - 女検事・霞夕子
  - 盲人探偵・松永礼太郎
- カネボウヒューマンスペシャル
  - 付添人のうた（制作協力）
- 生誕100年記念 松本清張ドラマスペシャル
  - 霧の旗
  - 書道教授
- 連続ドラマ
  - おひかえあそばせ（全13話）
  - 気になる嫁さん（全40話）
  - パパと呼ばないで（全40話）
  - 雑居時代（全26話）
  - 水もれ甲介（全25話）
  - 気まぐれ天使（全43話）
  - 気まぐれ本格派（全38話）
  - 俺たちの旅（全46話）
  - 俺たちの祭（全23話）
  - 青春ド真中!（全13話）
  - ゆうひが丘の総理大臣（全40話）
  - あさひが丘の大統領（全36話）
  - 俺はおまわり君（全19話）
  - 熱中時代（全26話）※製作協力
  - 事件記者チャボ!（全26話）
  - 気分は名探偵（全27話）
  - あんちゃん（全26話）
  - 婦警候補生物語（全11話）
  - 刑事物語'85（全25話）
  - セーラー服反逆同盟（全23話）

ほか

#### TBS
- 月曜ゴールデン → 月曜名作劇場
  - 万引きGメン・二階堂雪
  - 美食カメラマン星井裕の事件簿
  - 警視庁機動捜査隊216
  - 捜査指揮官 水城さや
  - 鑑識捜査官 亀田万武夫の臨場ファイル
- 月曜ドラマスペシャル
  - カードGメン・小早川茜
  - 演歌・唱太郎の人情事件日誌

ほか

#### フジテレビ
- 金曜エンタティメント
  - モデルハウス
  - キャリア探偵日菜子の調査ファイル
- 金曜プレステージ
  - 検事 霞夕子
- スペシャルドラマ
  - 松本清張没後20年特別企画・危険な斜面
- 連続ドラマ
  - 大捜査線（全30話）

#### テレビ朝日
- 土曜ワイド劇場
  - タクシードライバーの推理日誌
  - 警視庁特捜刑事の妻
  - 家裁調査官・山ノ坊晃

ほか

#### テレビ東京
- 水曜ミステリー9
  - 黒い骨
  - トカゲの女 警視庁特殊犯罪バイク班
- 女と愛とミステリー
  - 四つの終止符
- スペシャルドラマ
  - 復讐するは我にあり

ほか

#### 関西テレビ
- 連続ドラマ
  - 彼（全11話）
- 直木賞作家サスペンス
  - 三角波

ほか

#### 読売テレビ
- 連続ドラマ
  - こんな学園みたことない!

ほか
※当時子会社のネクスト・プロデュース作品を含む

#### 時代劇
- 年末時代劇スペシャル（日本テレビ）
  - 忠臣蔵
  - 白虎隊
  - 田原坂
  - 五稜郭
  - 奇兵隊
  - 勝海舟
  - 源義経
  - 風林火山
  - 鶴姫伝奇 -興亡瀬戸内水軍-
- 時代劇スペシャル（フジテレビ）
  - はぐれ狼
  - 狐がくれた赤ん坊
- 連続時代劇（日本テレビ）
  - めくらのお市（全25話）[29][30]
  - 怪奇十三夜（全13話）
  - 青空浪人
  - 姫君捕物帳
  - 子連れ狼（全79話）第2話「乞胸お雪」は欠番扱いで、公式ホームページでも抹消されている。理由は公表されていない。
  - 長七郎江戸日記（全218話+スペシャル15話）
  - 新五捕物帳（全196話）
  - 伝七捕物帳（全160話）
  - 八百八町夢日記（全68話+スペシャル6話）
  - 松平右近事件帳 → 新・松平右近（全51話／全22話）
  - 銭形平次（全37話）
  - 江戸の用心棒（全43話）
  - さむらい探偵事件簿（全14話）
  - 半七捕物帳（全18話）
  - 闇を斬る!大江戸犯科帳（全22話）
  - おんな浮世絵・紅之介参る!（全26話）
  - 長崎犯科帳（全26話）
  - 右門捕物帖（全33話）第17話「少林寺から来た凄い奴」は欠番扱いで、公式ホームページでも抹消されている。理由は公表されていない。

ほか

- 連続時代劇（テレビ東京）
  - あばれ八州御用旅（全64話）
  - あばれ医者嵐山（全12話）

ほか

- 新春ワイド時代劇（テレビ東京）
  - 白虎隊〜敗れざる者たち
  - 大江戸捜査網2015～隠密同心、悪を斬る!～（制作協力）

### 映画
- 羊のうた
- 流転の海（制作協力）
- Song for USA（制作協力）
- アイアンガール ULTIMATE WEAPON[31]（2015年）

### 情報・バラエティ番組
- 笑点（日本テレビ）※現在も放送中
- 元祖どっきりカメラ（日本テレビ）
- 平成あっぱれテレビ（日本テレビ）
- 24時間テレビ 「愛は地球を救う」（日本テレビ）
- 天才!ヒポカンパス（フジテレビ）
- 旅の香り（テレビ朝日）
- 徳光和夫の情報スピリッツ（テレビ東京）
- 月10万円で豊かに暮らせる町&村（テレビ東京）
- 主治医が見つかる診療所（テレビ東京）
- いい旅・夢気分（テレビ東京）
- 日曜ビッグバラエティ「食いしん坊家族」（テレビ東京）
- 時代劇を10倍楽しく見る法（NHK-BS）
- 寅さん映画の世界（NHK-BS）
- 絶対に笑ってはいけない科学博士24時（日本テレビ、制作協力）
- 出川哲朗の充電させてもらえませんか?（テレビ東京）